# Полтинин, Сергей Фёдорович
Сергей Фёдорович Полтинин (1861—1890) — русский оперный артист, баритон.

## Биография
Сын Фёдора Петровича Полтинина, родился в 1861 году. 
Юридическими науками с ним занимался профессор Казанского университета Е. Г. Осокин. Но с самого раннего детства он проявлял большие музыкальные способности, рано начал учиться музыке, а потом и пению. Голос у него был прекрасный, сильный и в то же время очень симпатичный; в ноябре 1870 года он отправился в Италию, чтобы там, под руководством лучших учителей, развить свой голос. Брал уроки у Пальмиери и у некоторых других известных профессоров пения. В Италии он пробыл около семи лет. 
В начале 1880-х годов С. Ф. Полтинин дебютировал на сцене Миланского оперного театра, под псевдонимом Сержа Томмазио в «Риголетто», и имел значительный успех. После дебюта он ещё несколько раз выступал на сцене Миланского театра, а затем, в 1885 году, дебютировал в Санкт-Петербурге, в Мариинском театре, тоже в «Риголетто», — на этот раз под именем С. Палидина. Хотя Петербургская публика приняла его довольно хорошо, он уехал в провинцию. Сезон 1887-1888 гг. пел в Казани; следующие два сезона он пел в Киеве. Летом 1889 года он пел в Санкт-Петербурге, в частной опере Картавова. 
Голос у С. Ф. Полтинина был баритон обширного диапазона, звучный, совершенно открытый; недостаток исполнения замечался лишь в некотором форсировании голоса и в переигрывании. Репертуар его был обширный. 
Заболев чахоткой, в начале 1890 года он уехал в Крым, где и умер в сентябре 1890 года, на 30 году от рождения. 